# 64th (2nd Staffordshire) Regiment of Foot
Die 64th (2nd Staffordshire) Regiment of Foot waren ein Infanterieregiment der britischen Armee, das von 1758 bis 1881 bestand.

## Geschichte
Kurz nach Ausbruch des Siebenjährigen Krieges war am 25. August 1756 das 11th Regiment of Foot um ein zweites Bataillon erweitert worden. Dieses wurde am 21. April 1758 wurde dieses Bataillon als eigenständiges 64th Regiment of Foot ausgegliedert. Während des Amerikanischen Unabhängigkeitskrieges am 31. August 1782 wurde der Regimentsname zu 64th (2nd Staffordshire) Regiment of Foot erweitert. Das Regiment trug scharlachrote Uniformen mit schwarzen Aufschlägen.
Am 1. Juli 1881 wurde das Regiment im Rahmen der Childers-Reform mit dem 98th (Prince of Wales’s) Regiment of Foot zu den Prince of Wales’s (North Staffordshire Regiment) verschmolzen. Diese wurden 1959 mit dem South Staffordshire Regiment zum Staffordshire Regiment (Prince of Wales’s) und dieses 2007 mit dem Cheshire Regiment und dem Worcestershire and Sherwood Foresters Regiment zum Mercian Regiment verschmolzen. Das Mercian Regiment führt die Tradition des 64th Regiment of Foot bis heute weiter.

## Regimental Colonels
Colonel of the Regiment waren:
- 1758–1759: Major-General Hon. John Barrington
- 1759: Field Marshal George Townshend, 1. Marquess Townshend
- 1759–1766: General Hon. George Cary
- 1766–1790: Lieutenant-General John Pomeroy
- 1790–1808: General John Leland
- 1808: Lieutenant-General William Anne Vilettes
- 1808–1816: General Henry Wynyard
- 1816–1837: Lieutenant-General Sir William Henry Pringle
- 1837–1855: General Sir Richard Bourke
- 1855–1867: General Sir James Freeth
- 1867–1870: Lieutenant-General Henry Keane Bloomfield
- 1870–1881: General Charles Algernon Lewis

## Battle Honours
Dem Regiment wurden folgende Battle Honours verliehen (englische Originalbezeichnungen):
- St. Lucia 1803
- Surinam
- Reshire
- Bushire
- Koosh-Ab
- Persia
- Lucknow